# Camponotus pittieri
Camponotus pittieri é uma espécie de inseto do gênero Camponotus, pertencente à família Formicidae.